# Navegación espacial
En informática, la navegación espacial es la posibilidad de navegar entre elementos susceptibles de recibir el foco (como hiperenlaces y controles de formularios) dentro de un documento estructurado o interfaz de usuario (como HTML) según la localización espacial.
Este método se emplea en software de aplicación como los juegos de ordenador. En el caso de los navegadores web, tradicionalmente se ha usado la navegación por tabulador para cambiar el foco dentro de la interfaz, pulsando la tecla de tabulador de un teclado de ordenador para pasar el foco al siguiente elemento (o Shift + Tab para pasar el foco al elemento previo). El orden se basa en el especificado en el documento origen. En HTML (sin aplicar estilos), este método normalmente funciona porque la localización espacial del elemento ocurre en el mismo orden que en el documento.
Sin embargo, con la introducción de atributos de presentación o lenguajes de hoja de estilo como las CSS), esto no siempre tiene por qué cumplirse. La navegación espacial supera este problema usando las teclas de flechas (con una o más teclas de modificación pulsadas) para navegar el "plano en dos dimensiones" de la interfaz. Por ejemplo, al pulsar la flecha hacia arriba se enfoca el elemento situado encima del elemento actual. En muchos casos, esto puede ahorrar muchas pulsaciones de teclas. 
Esta prestación de accesibilidad está disponible en un amplio número de aplicaciones, por ejemplo el navegador Opera. Doug Turner, el desarrollador principal de Minimo ha creado algunas versiones especiales de Mozilla Firefox con esta característica que, en un futuro, podría llegar a ser incluida por defecto en este navegador.